# Andrei Chesnokov
Pour les articles homonymes, voir Tchesnokov.
Andreï Edouardovitch Tchesnokov (en russe : Андрей Эдуардович Чесноков, en anglais : Andrei Chesnokov), né le 2 février 1966 à Moscou, est un joueur de tennis russe, professionnel de 1986 à 1999.
Chesnokov se révèle au monde du tennis lorsqu'il bat le tenant du titre Mats Wilander aux Internationaux de France en 1986. Âgé de 20 ans, le Russe ne s'incline qu'en quart de finale face à Henri Leconte. C'est aussi à Roland-Garros qu'il réalise sa meilleure performance en Grand Chelem, battu seulement en demi-finale en 1989 par le vainqueur du tournoi Michael Chang. Ses deux plus beaux succès de sa carrière sont ses victoires au tournoi de Monte-Carlo en 1990 et à l'Open du Canada en 1991, année où il atteint son meilleur classement : 9e mondial.
Vainqueur de 7 titres sur le circuit ATP, il participe également à deux finales de Coupe Davis avec la Russie, en 1994 (défaite contre la Suède) et en 1995 (défaite contre les États-Unis).
Il est l'un des rares joueurs de tennis à avoir été entraîné par une femme.
Il conseille le joueur russe Karen Khachanov depuis janvier 2019.

## Palmarès

### Titres en simple messieurs
| No | Date       | Nom et lieu du tournoi                        | Catégorie              | Dotation  | Surface      | Finaliste             | Score         |  |
| -- | ---------- | --------------------------------------------- | ---------------------- | --------- | ------------ | --------------------- | ------------- |  |
| 1  | 18-05-1987 | Tournoi de tennis de Florence, Florence       |                        | 89 400 $  | Terre (ext.) | Alessandro De Minicis | 6-1, 6-3      |  |
| 2  | 07-03-1988 | DuPoint Classic, Orlando                      |                        | 297 500 $ | Dur (ext.)   | Miloslav Mečíř        | 7-6, 6-1      |  |
| 3  | 17-04-1989 | Swatch Open, Nice                             | GP World Series        | 140 000 $ | Terre (ext.) | Jérôme Potier         | 6-4, 6-4      |  |
| 4  | 01-05-1989 | BMW Open, Munich                              |                        | 175 000 $ | Terre (ext.) | Martin Střelba        | 5-7, 7-6, 6-2 |  |
| 5  | 23-04-1990 | Monte-Carlo Open, Monte-Carlo                 | Championship Series SW | 750 000 $ | Terre (ext.) | Thomas Muster         | 7-5, 6-3, 6-3 |  |
| 6  | 08-10-1990 | Riklis Israel Tennis Center Classic, Tel Aviv | World Series           | 125 000 $ | Dur (ext.)   | Amos Mansdorf         | 6-4, 6-3      |  |
| 7  | 22-07-1991 | Canadian Open, Montréal                       | Championship Series SW | 930 000 $ | Dur (ext.)   | Petr Korda            | 3-6, 6-4, 6-3 |  |

### Finales en simple messieurs
| No | Date       | Nom et lieu du tournoi                       | Catégorie              | Dotation    | Surface      | Vainqueur       | Score                |          |
| -- | ---------- | -------------------------------------------- | ---------------------- | ----------- | ------------ | --------------- | -------------------- | -------- |
| 1  | 28-12-1987 | BP Nationals, Wellington                     |                        | 115 000 $   | Dur (ext.)   | Ramesh Krishnan | 6-7, 6-0, 6-4, 6-3   |          |
| 2  | 04-01-1988 | New South Wales Open, Sydney                 |                        | 93 400 $    | Gazon (ext.) | John Fitzgerald | 6-3, 6-4             | Parcours |
| 3  | 10-10-1988 | Grand Prix de Toulouse, Toulouse             |                        | 240 000 $   | Dur (int.)   | Jimmy Connors   | 6-2, 6-0             |          |
| 4  | 08-01-1990 | Benson and Hedges Open, Auckland             | World Series           | 125 000 $   | Dur (ext.)   | Scott Davis     | 4-6, 6-3, 6-3        |          |
| 5  | 14-05-1990 | Italian Open, Rome                           | Championship Series SW | 1 005 000 $ | Terre (ext.) | Thomas Muster   | 6-1, 6-3, 6-1        |          |
| 6  | 02-03-1992 | Newsweek Champions Cup, Indian Wells         | Championship Series SW | 1 075 000 $ | Dur (ext.)   | Michael Chang   | 6-3, 6-4, 7-5        | Parcours |
| 7  | 03-05-1993 | German International Championships, Hambourg | Super 9                | 1 450 000 $ | Terre (ext.) | Michael Stich   | 6-3, 61-7, 7-67, 6-4 |          |
| 8  | 02-08-1993 | Škoda Czech Open, Prague                     | World Series           | 340 000 $   | Terre (ext.) | Sergi Bruguera  | 7-5, 6-4             |          |

## Parcours dans les tournois duGrand Chelem

### En simple
| Année | Open d'Australie | Open d'Australie | Internationaux de France | Internationaux de France | Wimbledon       | Wimbledon     | US Open         | US Open       | Open d'Australie | Open d'Australie |
| ----- | ---------------- | ---------------- | ------------------------ | ------------------------ | --------------- | ------------- | --------------- | ------------- | ---------------- | ---------------- |
| 1985  | n.o.             | n.o.             | 3e tour (1/16)           | H. Günthardt             | —               | —             | —               | —             | 1er tour (1/64)  | P. Doohan        |
| 1986  | n.o.             | n.o.             | 1/4 de finale            | H. Leconte               | 1er tour (1/64) | C. Dowdeswell | 1/8 de finale   | T. Wilkison   | n.o.             | n.o.             |
| 1987  | —                | —                | 3e tour (1/16)           | T. Benhabiles            | —               | —             | 1/8 de finale   | R. Krishnan   | n.o.             | n.o.             |
| 1988  | 1/4 de finale    | S. Edberg        | 1/4 de finale            | H. Leconte               | 1er tour (1/64) | U. Riglewski  | —               | —             | n.o.             | n.o.             |
| 1989  | —                | —                | 1/2 finale               | M. Chang                 | 1er tour (1/64) | B. Drewett    | 1/8 de finale   | I. Lendl      | n.o.             | n.o.             |
| 1990  | 2e tour (1/32)   | M. Woodforde     | 1/8 de finale            | H. Leconte               | —               | —             | 3e tour (1/16)  | J. McEnroe    | n.o.             | n.o.             |
| 1991  | 1er tour (1/64)  | J. Arias         | 3e tour (1/16)           | S. Edberg                | —               | —             | 2e tour (1/32)  | P. Haarhuis   | n.o.             | n.o.             |
| 1992  | 1/8 de finale    | S. Edberg        | 1er tour (1/64)          | D. Wheaton               | 1er tour (1/64) | A. Agassi     | 2e tour (1/32)  | J. Courier    | n.o.             | n.o.             |
| 1993  | 2e tour (1/32)   | J. Siemerink     | 2e tour (1/32)           | C. Costa                 | 1er tour (1/64) | J. Morgan     | 1er tour (1/64) | J. Yzaga      | n.o.             | n.o.             |
| 1994  | 1er tour (1/64)  | J. Morgan        | 1er tour (1/64)          | D. Rikl                  | —               | —             | 2e tour (1/32)  | T. Martin     | n.o.             | n.o.             |
| 1995  | —                | —                | 1/8 de finale            | A. Voinea                | 1er tour (1/64) | J. Siemerink  | 2e tour (1/32)  | S. Draper     | n.o.             | n.o.             |
| 1996  | 1er tour (1/64)  | M. Hadad         | 1er tour (1/64)          | G. Forget                | 1er tour (1/64) | J. Hlasek     | 1er tour (1/64) | G. Ivanišević | n.o.             | n.o.             |
| 1997  | 1er tour (1/64)  | N. Godwin        | —                        | —                        | —               | —             | —               | —             | n.o.             | n.o.             |
| 1998  | —                | —                | 1er tour (1/64)          | F. Clavet                | —               | —             | —               | —             | n.o.             | n.o.             |

N.B. : à droite du résultat se trouve le nom de l'ultime adversaire.

### En double
| Année | Open d'Australie | Open d'Australie | Internationaux de France | Internationaux de France | Wimbledon                | Wimbledon            | US Open | US Open |
| ----- | ---------------- | ---------------- | ------------------------ | ------------------------ | ------------------------ | -------------------- | ------- | ------- |
| 1986  | —                | —                | —                        | —                        | 1er tour (1/32) K. Jones | J. Lozano T. Witsken | —       | —       |

N.B. : le nom du ou de la partenaire se trouve sous le résultat ; le nom des ultimes adversaires se trouve à droite.

## Parcours dans lesMasters 1000
| Année | Indian Wells       | Miami                | Monte-Carlo                 | Hambourg               | Rome                     | Canada            | Cincinnati           | Stockholm puis Essen puis Stuttgart | Paris               |
| ----- | ------------------ | -------------------- | --------------------------- | ---------------------- | ------------------------ | ----------------- | -------------------- | ----------------------------------- | ------------------- |
| 1990  | 1er tour B. Pearce | 2e tour G. Forget    | Victoire T. Muster          | —                      | Finale T. Muster         | —                 | 2e tour S. Davis     | 1/8 de finale B. Gilbert            | 2e tour M. Stich    |
| 1991  | —                  | —                    | 1/4 de finale Bo. Becker    | 1er tour G. Prpić      | —                        | Victoire P. Korda | 1er tour P. Lundgren | —                                   | 1er tour A. Boetsch |
| 1992  | Finale M. Chang    | 2e tour C.-U. Steeb  | 1/4 de finale A. Krickstein | —                      | —                        | —                 | —                    | 2e tour K. Nováček                  | 2e tour J. Courier  |
| 1993  | 1er tour J. Stark  | 3e tour M. Woodforde | 2e tour T. Muster           | Finale M. Stich        | 1/4 de finale M. Chang   | —                 | —                    | 1er tour C. Costa                   | 2e tour P. Korda    |
| 1994  | 2e tour J. Stark   | 3e tour J. Siemerink | 2e tour D. Rikl             | 1/8 de finale M. Stich | 1/8 de finale P. Sampras | —                 | —                    | 1/8 de finale Bo. Becker            | 1er tour B. Black   |
| 1995  | 1er tour H. Skoff  | —                    | 1er tour A. Portas          | 1er tour M. Washington | 2e tour J. Björkman      | —                 | 1er tour P. Rafter   | —                                   | —                   |
| 1996  | —                  | —                    | —                           | —                      | —                        | —                 | 1er tour C. Woodruff | —                                   | —                   |

N.B. : sous le résultat se trouve le nom de l’ultime adversaire.